# Mouver
Mouver, auch Mouwer oder Mouvre, war ein  niederländisches Volumenmaß für trockene Waren. Unterschiedlich war das Maß in den verschiedenen Regionen und so galt in
- Arnheim 1 Mouver = 6681 oder 8535 Pariser Kubikzoll
- Duisburg 1 Mouver = 6680 und 6585 Pariser Kubikzoll
- Herzogenbusch 1 Mouver = 7170 Pariser Kubikzoll
- Nimwegen 1 Mouver = 6758 Pariser Kubikzoll = 134,05 Liter[1]
- Venlo 1 Mouver = 6805 und 6757 Pariser Kubikzoll